# Drosophila wheeleri
Drosophila wheeleri is een vliegensoort uit de familie van de fruitvliegen (Drosophilidae). De wetenschappelijke naam van de soort is voor het eerst geldig gepubliceerd in 1952 door Patterson and Alexander.